# パリ条約 (1814年)

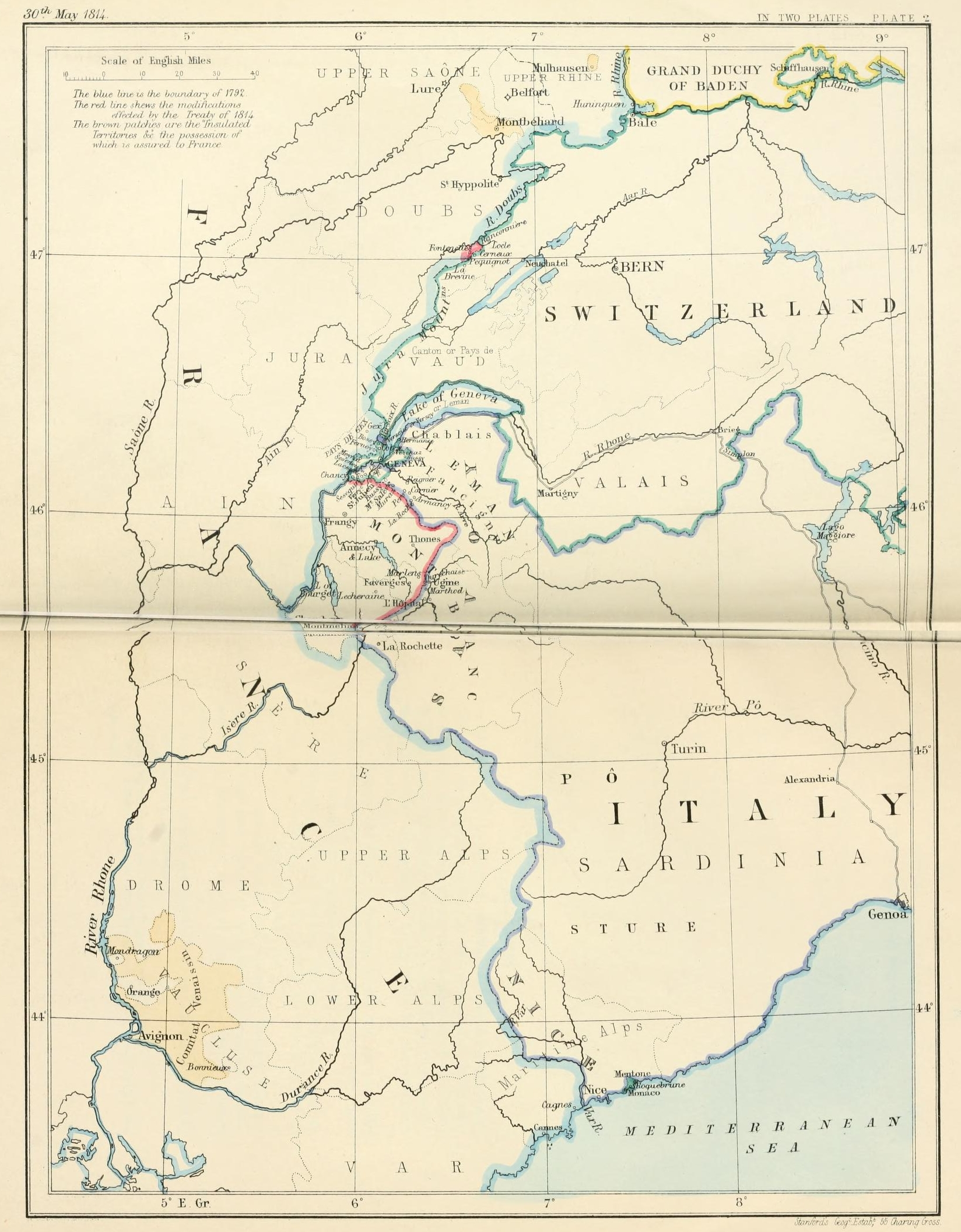
1814年のパリ条約以降のフランス南東部国境。

パリ条約（パリじょうやく、英語: Treaty of Paris）は、ナポレオン戦争中の1814年5月30日、フランス帝国と第六次対仏大同盟の間の戦争を終わらせた条約。

## 概要
この条約は4月23日にアルトワ伯シャルルと大同盟の間で締結された停戦協定に続くものであった。条約により、フランスとグレートブリテン及びアイルランド連合王国、ロシア帝国、オーストリア帝国、プロイセン王国の間で平和が成立した。大同盟側は3月のショーモン条約で戦争の目標を定めた。ポルトガル王国とスウェーデン王国も条約に署名したほか、スペイン王国は7月に署名した。平和交渉は5月9日にシャルル＝モーリス・ド・タレーラン＝ペリゴールが当時亡命していたブルボン家のルイ18世を代表して大同盟と行った。大同盟はフランスの国境線を1792年時点の状態に戻すとともに、フランスの隣国の独立をナポレオン・ボナパルトの敗北後に回復することに同意した。しかし、大同盟は全員が同じ条約に署名したわけではなく、それぞれ単独でフランスとの条約を締結したことで、個別に条約の内容を変更することができた。
戦闘を終結させたほか、条約は最終的な講和の草案も提供した。第32条によると、最終的な講和は条約締結から2か月内、ナポレオン戦争の全ての交戦国の間の会議で決定される。この条項により、ウィーン会議が1814年9月から1815年6月まで行われた。草案の内容はブルボン家の王政復古を乱さないよう、寛大な条件であった。すなわち、1792年6月1日時点のフランスの国境線が確認されたほか、ザールブリュッケン、サールルイ、ランダウ、モンベリアル伯領、サヴォワの一部であるアヌシーとシャンベリ、アヴィニョン、コンタ・ヴェネッサンを獲得、さらに戦争中に得た戦利品を保持することが許される代わりに植民地をいくつか割譲した。
この条約を1815年11月20日のもう1つのパリ条約と区別するために、1814年5月30日の条約は第一次パリ条約または第一次パリ和約（英語: First Peace of Paris）と呼ばれることもある。

## 内容
条約はいくつかの国の間で領土を再分配した。特にフランスが1792年1月1日時点で維持していた領土の回復が定められた。例えば、グアドループの回復が定められたが、グアドループはイギリスが1813年にスウェーデンに譲渡していた。このとき、スウェーデンは賠償金として2400万フランを受け取り、フアダループ基金が設立される結果となった。例外はトバゴ島、セントルシア、セーシェル、モーリシャスのみであった。イギリスはマルタ島の保有が確定した。条約は1795年のバーゼルの和約でスペインからフランスへ割譲されたサント・ドミンゴ総督領の返還を定めた。
条約が大同盟諸国の元首とフランス王ルイ18世の間で締結されたため、条約はブルボン家によるフランス王政を承認した。
条約は5年の期間でフランスの奴隷貿易を廃止した（一方奴隷制度自体は維持した）。またスイスの独立を正式に承認した。